# 贊助活動
贊助活動（法語：mécénat）是指營利企業或個人、家族向文化藝術活動提供資金支援的行為。mécénat這一詞彙來自於法語，其語源是羅馬帝國時期的政治家梅塞納斯。文藝復興時期的美第奇家族即為典型贊助活動提供者。

## 外部連結
- 公益社団法人企業メセナ協議会 （页面存档备份，存于）